# Labirintodonts
Els labirintodonts (Labyrinthodontia) són un grup obsolet usat per referir-se a una extinta classe o superordre polifilètic que agrupava amfibis primitius, reptiliomorfs i tetràpodes basals de l'era Paleozoic i Mesozoic, caracteritzats per tenir un cos allargat amb un crani llarg i gran en comparació de la grandària corporal i dorsalment aplatat, la qual cosa ha provocat que es compari de vegades amb les salamandra geganta. El seu nom es deu a l'estructura interna de les seves dents, similar a un «laberint».